# Курсы усовершенствования командного состава

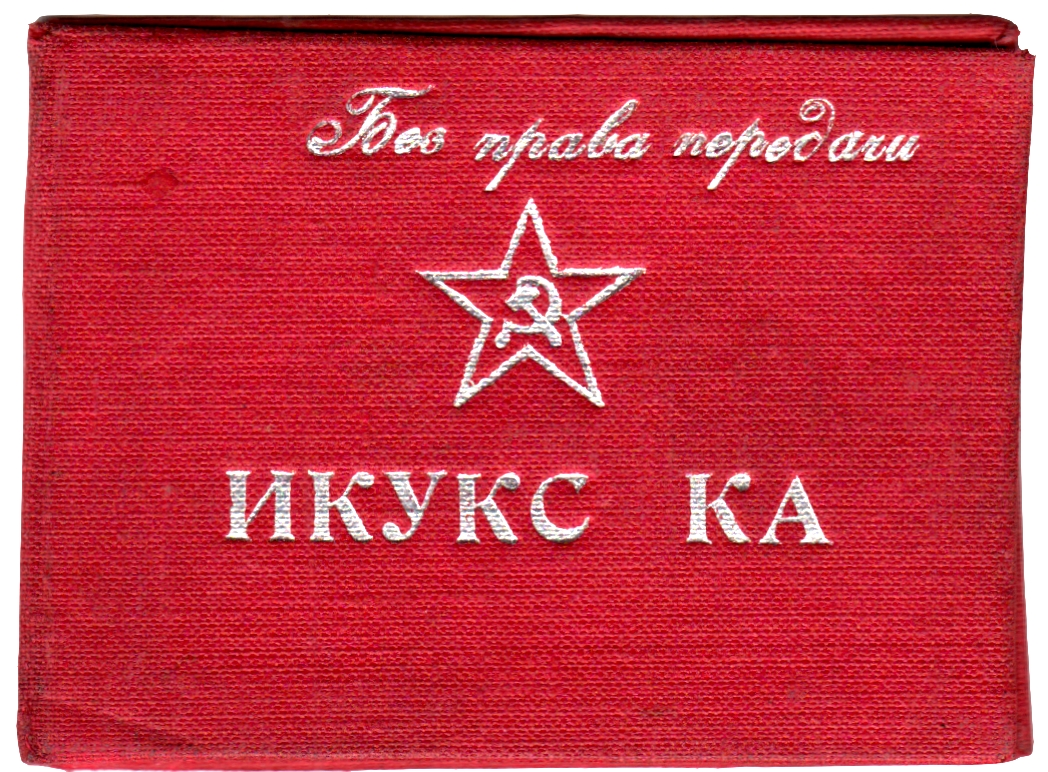
Обложка удостоверения об окончании курсов в РККА.

Ку́рсы усоверше́нствования кома́ндного соста́ва (КУКС) — специализированные военные учебные заведения для повышения квалификации командного состава Вооружённых Сил Союза ССР. 
Длительность периода обучения слушателей на курсах усовершенствования составляла от одного года до трёх лет, в зависимости от военно-учётной специальности, и занимаемых должностей на момент начала обучения.

## История
Предшественниками специализированных курсов усовершенствования командного и начальствующего состава были появившиеся еще в годы гражданской войны различные высшие школы Красной Армии и Флота:
- Высшая стрелково-тактическая школа командного состава;
- Высшая кавалерийская школа;
- Высшая артиллерийская школа;
- Высшая школа штабной службы;
- Высшая школа военной маскировки;
- Высшая военно-химическая школа;
- Высшая военно-педагогическая школа;
- другие.

С постепенным завершением переподготовки командного и начальствующего состава армии и флота — данные школы стали преобразовываться в курсы усовершенствования командного и начальствующего состава.

На основании приказа РВСР № 1697 от 8 августа 1921 г. при Военной академии РККА были открыты Военно-академические курсы высшего командно-начальствующего состава. Приказом РВС СССР № 709 от 6 июня 1924 г. они были расформированы. В этом же приказе говорилось о необходимости выработки нового положения и штата академических курсов для высшего командного состава.

Приказом РВС СССР № 1070 от 12 августа 1924 г. было объявлено о сформировании Курсов усовершенствования высшего командного состава (КУВК) при Военной академии РККА. Приказом РВС СССР № 490 от 11 мая 1925 г. они были слиты с Военно-политическими академическими курсами (ВПАК) — в Курсы усовершенствования высшего начальствующего состава РККА при Военной академии РККА в составе военного и политического отделений. Приказом РВС СССР N 167 от 27 марта 1926 г. из их состава было выделено политическое отделение и курсы получили наименование Курсов усовершенствования высшего командного состава РККА. По приказу РВС СССР № 285 от 1 сентября 1928 г. они вновь объединялись в Курсы усовершенствования высшего начальствующего состава (КУВНАС). В 1930 г. при курсах были дополнительно сформированы экономическое и военно-мобилизационное отделения (приказы РВС СССР № 043 от 25 июля и № 064 от 28 августа 1930 г.). Расформированы в 1936 г. в связи с созданием Академии Генерального штаба РККА— Курсы усовершенствования высшего начальствующего состава РККА при Военной академии РККА
.
Среди курсов сухопутных войск существовали:
- КУКС «Выстрел» — Высшие стрелково-тактические курсы усовершенствования командного состава;
- КУКС при Военно-воздушной академии имени Н. Е. Жуковского;
- Кавалерийские курсы усовершенствования командного состава (ККУКС, были преобразованы из Высшей кавалерийской школы);
- Артиллерийские курсы усовершенствования командного состава (АКУКС, преобразованы из Высшей артиллерийской школы) в Детском Селе;
- Химические курсы усовершенствования командного состава РККА (ХимКУКС РККА, были преобразованы из Высшей военно-химической школы);
- Курсы усовершенствования командного состава Киевского особого военного округа (КОВО)[1];
- Курсы усовершенствования командного состава при Военной академии им. М. В. Фрунзе;
- Курсы по усовершенствованию высшего начальствующего состава (КУВНАС, находились в Москве);
- Ленинградские Краснознамённые бронетанковые КУКС имени тов. Бубнова (сформированы 01.02.1933)[2];
- Орловские бронетанковые КУКС (КУКС при Орловской бронетанковой школе);
- Курсы усовершенствования командного состава при Петроградской военно-топографической школе.
- Курсы усовершенствования командного и начальствующего состава инженерных войск РККА (ИКУКС)
- Курсы усовершенствования командного состава зенитной артиллерии РККА
- и другие.

Курсы в Военно-Морском Флоте назывались:
- Высшие специальные курсы командного состава флота (ВСККСФ, созданы 17.10.1923);
- Специальные курсы усовершенствования командного состава РККФ (СКУКС РККФ, с 29.01.1925);
- Специальные курсы командного состава ВМС РККА (СККС ВМС РККА, с 21.11.1926);
- В 1931 году курсам было присвоено имя ЦИК Татарской АССР и стали именоваться Специальные курсы командного состава ВМС РККА имени ЦИК Татарской АССР (СККС ВМС РККА имени ЦИК Татарской АССР);
- В 1939 году курсы сменили название на Специальные курсы командного состава РКВМФ (СККС РКВМФ), а затем — Высшие специальные курсы командного состава РКВМФ (ВСК);
- Переименованы в Специальные курсы офицерского состава ВМФ (СКОС, с 09.09.1943).
- В 1945 году курсы были переименованы в Высшие ордена Ленина Специальные Классы офицерского состава ВМФ (ВОЛСОК).

На 1 июня 1941 года подготовку командных и начальствующих кадров Вооруженных сил вели 68 курсов усовершенствования командного и начальствующего состава, где обучалось свыше 300 тыс. человек.